# Chanat-la-Mouteyre
Chanat-la-Mouteyre település Franciaországban, Puy-de-Dôme megyében. Lakosainak száma 949 fő (2022. január 1.). Chanat-la-Mouteyre Durtol, Nohanent, Orcines, Saint-Ours, Sayat és Volvic községekkel határos.

## Népesség
A település népességének változása:
| Lakosok száma | 944  | 947  | 970  | 941  | 934  | 927  | 932  | 939  | 949  |
|               | 2013 | 2015 | 2016 | 2017 | 2018 | 2019 | 2020 | 2021 | 2022 |